# Rick Middleton
Pour les articles homonymes, voir Middleton.
Richard David Middleton, dit Rick Middleton (né le 4 décembre 1953 à Toronto, dans la province de l'Ontario au Canada) est un joueur professionnel de hockey sur glace.

## Carrière
Après deux saisons passées avec les Generals d'Oshawa de l'Association de hockey de l'Ontario où il domine la ligue au chapitre des buts lors de sa dernière saison, Rick Middleton se voit être retenu en première ronde par les Rangers de New York lors du repêchage de 1973 de la Ligue nationale de hockey. Il est au cours du même été sélectionné au deuxième tour par les Fighting Saints du Minnesota de l'Association mondiale de hockey.
Décidant de faire carrière en LNH, il rejoint dès la saison suivante le club affilié aux Rangers dans la Ligue américaine de hockey, les Reds de Providence. Il ne dispute qu'une saison avec les Reds, remportant au terme cette saison le trophée Dudley-« Red »-Garrett remis à la recrue par excellence de la ligue. Rejoignant les Rangers la saison suivante, il inscrit respectivement quarante et cinquante points lors de ses deux premières saisons en LNH.
Échangé par les Rangers aux Bruins de Boston à l'été 1976 en échange de Ken Hodge, Middleton s'illustre dès sa première rencontre avec les Bruins en inscrivant son premier coup du chapeau en carrière. Connaissant une des meilleures saisons de sa carrière en 1980-1981 où il inscrit 103 points en 80 parties, il obtient une invitation pour le Match des étoiles de la LNH puis à l'automne suivant, il est retenu pour représenter l'équipe du Canada à l'occasion de la Coupe Canada 1981 où il remporte la médaille d'argent.
Après deux autres participations à des Matchs d'Étoles, et après avoir mis la mains sur le trophée Lady Byng remis au joueur démontrant le meilleur esprit sportif, Middleton retourne à nouveau à la Coupe Canada en 1984, où il se retrouve sur le même trio que Wayne Gretzky et Gilbert Perreault. Il termine ce tournoi avec une récolte de huit points en sept parties et récolte sa seule médaille d'or en carrière. Il se distingue comme un des leaders de son équipe, et les Bruins lui décernent à l'été 1985 le titre de capitaine de l'équipe.
En 1988, après avec disputé plus de mille parties et inscrit près de mille points en quatorze saisons dans la LNH (dont douze saisons avec les Bruins), il annonce son retrait de la Ligue nationale. Il effectue en effet une ultime saison au EHC Bülach, en deuxième division suisse En 1998, il dispute trois rencontres en Roller hockey avec les Tornados de Toronto.

## Statistiques

### Statistiques en club
| Saison     | Équipe              | Ligue      |       | Saison régulière | Saison régulière | Saison régulière | Saison régulière | Saison régulière |    | Séries éliminatoires | Séries éliminatoires | Séries éliminatoires | Séries éliminatoires | Séries éliminatoires |
| Saison     | Équipe              | Ligue      | PJ    | B                | A                | Pts              | Pun              | PJ               | B  | A                    | Pts                  | Pun                  |                      |                      |
| 1971-1972  | Generals d'Oshawa   | AHO        | 53    | 36               | 34               | 70               | 24               | 12               | 5  | 5                    | 10                   | 2                    |                      |                      |
| 1972-1973  | Generals d'Oshawa   | AHO        | 62    | 67               | 70               | 137              | 14               |                  |    |                      |                      |                      |                      |                      |
| 1973-1974  | Reds de Providence  | LAH        | 63    | 36               | 48               | 84               | 14               | 15               | 9  | 6                    | 15                   | 2                    |                      |                      |
| 1974-1975  | Rangers de New York | LNH        | 47    | 22               | 18               | 40               | 19               | 3                | 0  | 0                    | 0                    | 2                    |                      |                      |
| 1975-1976  | Rangers de New York | LNH        | 77    | 24               | 26               | 50               | 14               |                  |    |                      |                      |                      |                      |                      |
| 1976-1977  | Bruins de Boston    | LNH        | 72    | 20               | 22               | 42               | 2                | 13               | 5  | 4                    | 9                    | 0                    |                      |                      |
| 1977-1978  | Bruins de Boston    | LNH        | 79    | 25               | 35               | 60               | 8                | 15               | 5  | 2                    | 7                    | 0                    |                      |                      |
| 1978-1979  | Bruins de Boston    | LNH        | 71    | 38               | 48               | 86               | 7                | 11               | 4  | 8                    | 12                   | 0                    |                      |                      |
| 1979-1980  | Bruins de Boston    | LNH        | 80    | 40               | 52               | 92               | 24               | 10               | 4  | 2                    | 6                    | 5                    |                      |                      |
| 1980-1981  | Bruins de Boston    | LNH        | 80    | 44               | 59               | 103              | 16               | 3                | 0  | 1                    | 1                    | 2                    |                      |                      |
| 1981-1982  | Bruins de Boston    | LNH        | 75    | 51               | 43               | 94               | 12               | 11               | 6  | 9                    | 15                   | 0                    |                      |                      |
| 1982-1983  | Bruins de Boston    | LNH        | 80    | 49               | 47               | 96               | 8                | 17               | 11 | 22                   | 33                   | 6                    |                      |                      |
| 1983-1984  | Bruins de Boston    | LNH        | 80    | 47               | 58               | 105              | 14               | 3                | 0  | 0                    | 0                    | 0                    |                      |                      |
| 1984-1985  | Bruins de Boston    | LNH        | 80    | 30               | 46               | 76               | 6                | 5                | 3  | 0                    | 3                    | 0                    |                      |                      |
| 1985-1986  | Bruins de Boston    | LNH        | 49    | 14               | 30               | 44               | 10               |                  |    |                      |                      |                      |                      |                      |
| 1986-1987  | Bruins de Boston    | LNH        | 76    | 31               | 37               | 68               | 6                | 4                | 2  | 2                    | 4                    | 0                    |                      |                      |
| 1987-1988  | Bruins de Boston    | LNH        | 59    | 13               | 19               | 32               | 11               | 19               | 5  | 5                    | 10                   | 4                    |                      |                      |
| 1988-1989  | EHC Bülach          | LNB        | 17    | 11               | 14               | 25               | 18               |                  |    |                      |                      |                      |                      |                      |
| Totaux LNH | Totaux LNH          | Totaux LNH | 1 005 | 448              | 540              | 988              | 157              | 114              | 45 | 55                   | 100                  | 19                   |                      |                      |

### Statistiques en équipe nationale
| Année | Équipe | Compétition  |   | PJ | B | A | Pts | Pun               |  | Résultat |
| 1981  | Canada | Coupe Canada | 7 | 1  | 2 | 3 | 0   | Médaille d'argent |  |          |
| 1984  | Canada | Coupe Canada | 7 | 4  | 4 | 8 | 0   | Médaille d'Or     |  |          |

## Honneurs et trophées
- Association de hockey de l'Ontario
  - Nommé dans la deuxième équipe d'étoiles de la ligue en 1973.
  - Nommé le joueur par excellence de la ligue en 1973.

- Ligue américaine de hockey
  - Nommé dans la première équipe d'étoiles de la ligue en 1974.
  - Gagnant du trophée Dudley-« Red »-Garrett remis à la recrue par excellence de la ligue en 1974.

- Ligue nationale de hockey
  - Nommé dans la deuxième équipe d'étoiles de la ligue en 1982.
  - Gagnant du trophée Lady Byng remis au joueur démontrant le meilleur esprit sportif en 1982.
  - Invité au Match des étoiles de la LNH en 1981, 1982 et 1984.

## Transactions en carrière
- Repêchage de la LNH 1973 : repêché par les Rangers de New York (1er choix de l'équipe, 14e au total).
- Repêchage de l'AMH 1973 : repêché par les Fighting Saints du Minnesota (2e choix de l'équipe, 21e au total).
- 26 mai 1976 : échangé par les Rangers aux Bruins de Boston en retour de Ken Hodge.